# تشوفو (طوكيو)

شعار مدينة تشوفو

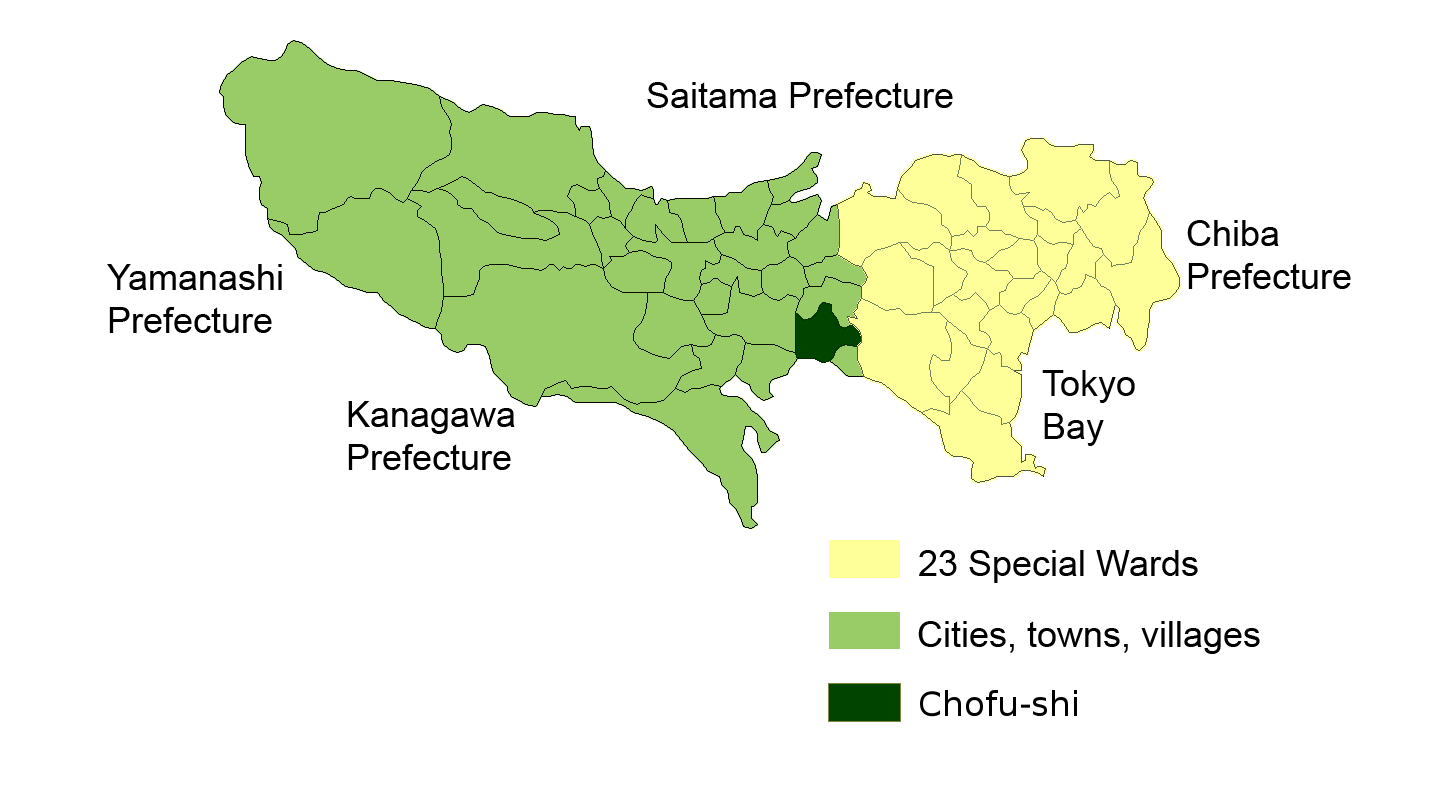
موقع مدينة تشوفو ضمن محافظة طوكيو

مدينة تشوفو (باليابانية 調布市) (بالإنجليزية: Chōfu)‏ هي مدينة تقع في محافظة طوكيو، اليابان.
في عام 2003، وصل التعداد السكاني للمدينة إلى 210,428 نسمة والكثافة السكانية 9,773.71 نسمة في الكيلومتر مربع، والمساحة الإجمالية 21.53 كم مربع. تم تأسيس المدينة في الأول من أبريل 1955. تضم مدينة تشوفو ملعب طوكيو الذي يعرف أيضاً باسم ملعب أجينوموتو الذي تجري عليه كبرى مباريات كرة القدم في الدوري الياباني. كما تضم المدينة مطار تشوفو الذي يربط طوكيو مع الجزر التي تقع جنوب العاصمة طوكيو.

## أعلام
- هيروكي سوغاجيما
- ماساتو ناكامورا
- تيتسويا إيدا
- دايسوكي أراكي

## وصلات خارجية
- موقع مدينة تشوفو باللغة اليابانية
- موقع مدينة تشوفو باللغة الإنكليزية